# Mickaël Delage
Mickaël Delage (* 6. August 1985 in Libourne) ist ein ehemaliger französischer Radrennfahrer.

## Karriere
Als Nachwuchsfahrer widmete sich Delage dem Bahnradsport und wurde 2003 zweifacher französischer Juniorenmeister im Madison und in der Mannschaftsverfolgung. Ein Jahr später wurde er dann U23-Meister im Punktefahren. 2004 und 2006 wurde er französischer Elitemeister in der Mannschaftsverfolgung.
Im Straßenradsport schloss sich Delage 2005 dem französischen UCI ProTeam La Française des Jeux an, für das er mit dem Giro d’Italia 2006 seine erste Grand Tours als 129. beendete. Im selben Jahr gelang ihm bei der Tour de l’Avenir sein erster internationaler Elitesieg, als er die Auftaktetappe für sich entscheiden konnte. 2009 erreichte er seine bisher daher bedeutendstes Ergebnis, als er bei dem Klassiker Clasica San Sebastian den dritten Rang belegte; nach Disqualifikation des Siegers wurde er nachträglich als Zweiter klassifiziert. 2013 gewann er mit der La Roue Tourangelle sein erstes Eintagesrennen des UCI-Kalenders.

## Erfolge
2003
- Französischer Meister – Mannschaftsverfolgung (Junioren) mit Mickaël Malle, Yannick Marie und Jonathan Mouchel
- Französischer Meister – Madison (Junioren) mit Jonathan Mouchel

2004
- Französischer Meister – Mannschaftsverfolgung mit Cédric Agez, Mathieu Ladagnous, Jonathan Mouchel und Fabien Patanchon
- Französischer Meister – Punktefahren (U23)

2006
- Französischer Meister – Mannschaftsverfolgung mit Sylvain Blanquefort, Mathieu Ladagnous, Jonathan Mouchel und Mikaël Preau
- eine Etappe Tour de l’Avenir

2013
- La Roue Tourangelle

2016
- Mannschaftszeitfahren Mittelmeer-Rundfahrt

## Grand-Tour-Platzierungen
| Grand Tour            | 2006 | 2007 | 2008 | 2009 | 2010 | 2011 | 2012 | 2013 | 2014 | 2015 | 2016 | 2017 | 2018 | 2019 | 2020 |
| --------------------- | ---- | ---- | ---- | ---- | ---- | ---- | ---- | ---- | ---- | ---- | ---- | ---- | ---- | ---- | ---- |
| Giro d’ItaliaGiro     | 129  | –    | –    | –    | –    | –    | 144  | –    | –    | –    | 148  | –    | –    | –    | –    |
| Tour de FranceTour    | –    | 116  | –    | 98   | DNF  | 130  | –    | –    | 143  | –    | –    | DNF  | –    | –    | –    |
| Vuelta a EspañaVuelta | –    | DNF  | 103  | 73   | DNF  | –    | –    | –    | –    | 109  | –    | –    | 112  | DNF  | 142  |